# State College (Pensilvania)
State College es un borough ubicado en el condado de Centre en el estado estadounidense de Pensilvania. En el año 2000 tenía una población de 38,420 habitantes y una densidad poblacional de 3,256 personas por km². Es la ciudad principal de La Universidad Del Estado, el área estadística metropolitana de Pensilvania que abarca todo el condado de Centre.

## Geografía
State College está situada en 40°47'29"N, 77°51'31"W (40.791261, -77.858740). La elevación es aproximadamente de 1200 pies sobre el nivel del mar.GR1. Según la oficina de censo de Estados Unidos, la ciudad tiene un área total del km² 11.8 (mi² 4.5), toda la tierra.

## Demografía
Según la Oficina del Censo en 2000 los ingresos medios por hogar en la localidad eran de $21,186 y los ingresos medios por familia eran $54,949. Los hombres tenían unos ingresos medios de $34,388 frente a los $27,219 para las mujeres. La renta per cápita para la localidad era de $12,155. Alrededor del 9.7% de la población estaba por debajo del umbral de pobreza.

## Educación

### Universidad Estatal de Pensilvania
El State College es la sede de la Universidad Estatal de Pensilvania.